# Libelloides macaronius

Libelloides macaronius je krilati insekat,  sa bogatom fosilnom istorijom iz nadreda insekata s mrežastim krilima,  iz roda Neuroptera,  porodica  Ascalaphidae  potporodica  Ascalaphinae.  Vrste iz ovog roda prisutne se u većem delu Evrope uključujući i Srbiju.
Ovu vrstu insekata prvi je otkrio i opisao Giovanni Antonio Scopoli 1763. godine.

## Spoljašnje veze
- Mediji vezani za članak Libelloides macaronius na Vikimedijinoj ostavi

- Sistematika insekata